# Michael Boettcher

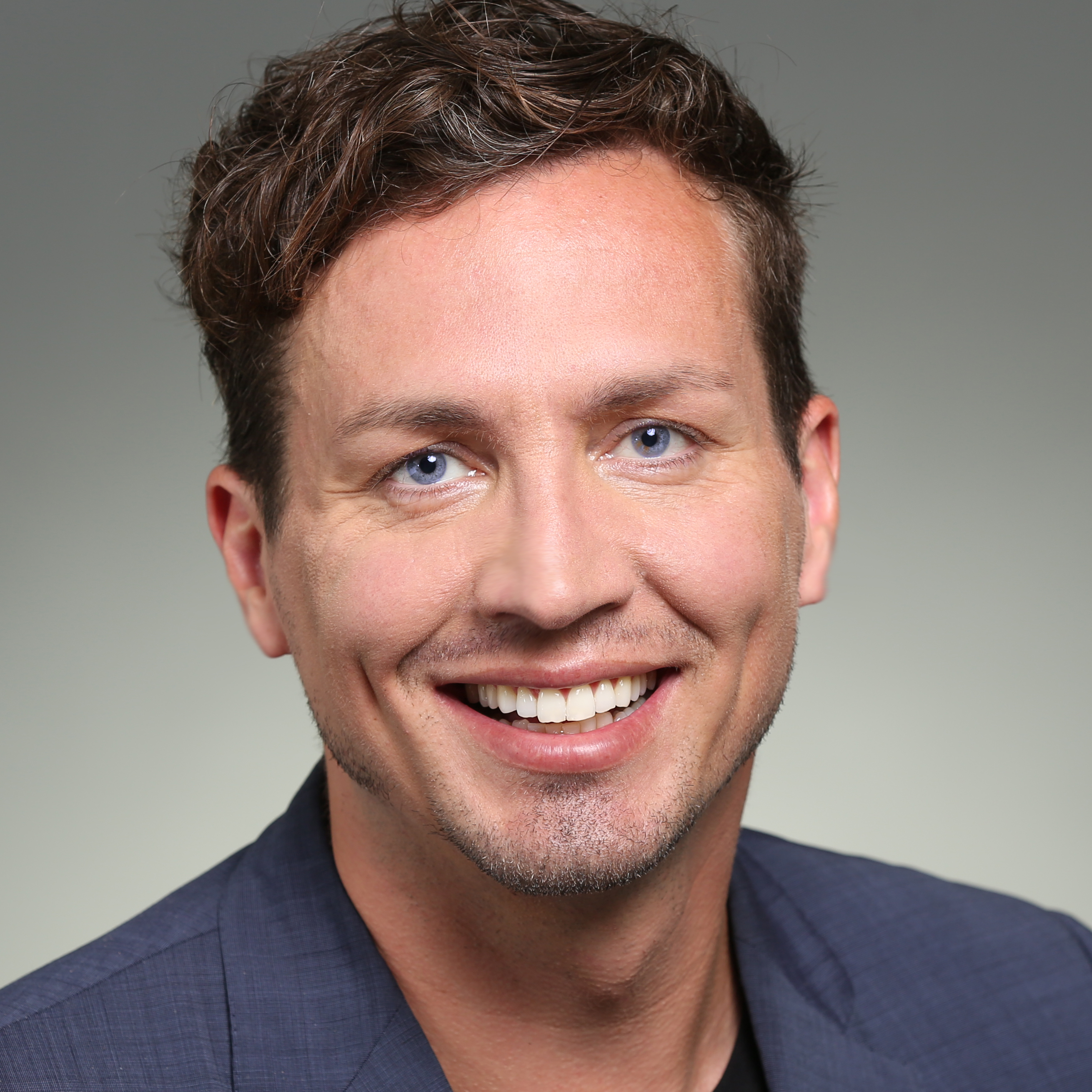
Michael Boettcher

Michael Boettcher (* 23. Februar 1982 in Lörrach) ist ein deutscher Arzt für Kinderchirurgie sowie Hochschullehrer.

## Leben
Nach dem Abschluss seines Studiums der Humanmedizin an der Universität Tübingen sowie Auslandsaufenthalten an der Harvard Medical School in Boston und dem Imperial College in London war Michael Boettcher als Forschungsstipendiat am Hôpital Albert-Schweitzer Lambaréné (Gabun) tätig. Nach seiner Promotion 2009 arbeitete er zunächst als Assistenzarzt in der Klinik für Kinderchirurgie des Inselspitals Bern, ab September 2010 an der Klinik für Kinderchirurgie des Universitätsklinikums Hamburg-Eppendorf. Im Oktober 2015 wurde er dort zum Oberarzt, ein Jahr darauf zum Geschäftsführenden Oberarzt und im Januar 2019 zum Leitenden Oberarzt ernannt. 2016 habilitierte er sich und erhielt die Venia Legendi.
Im Oktober 2021 wechselte Boettcher als Direktor an die Kinderchirurgische Klinik des Universitätsklinikums Mannheim. Damit verbunden war seine Berufung auf den Lehrstuhl für Kinderchirurgie an der Medizinischen Fakultät Mannheim der Universität Heidelberg.

## Arbeitsschwerpunkte
Michael Boettcher ist Facharzt für Kinderchirurgie. Seine Spezialgebiete sind die chirurgische Behandlung von Krebserkrankungen und angeborenen Fehlbildungen sowie die minimal-invasive Chirurgie inklusive Roboter-assistierte Chirurgie im Kindesalter.

## Forschungsschwerpunkte
Forschungsschwerpunkte von Boettcher sind das angeborene Immunsystem und die Onkologie. Hier arbeitet er insbesondere daran, chirurgische Eingriffe durch die Beeinflussung von Immunzellen zu verbessern. Darüber hinaus forscht er an neuartigen Immuntherapien wie CAR-T-Zellen zur Behandlung solider Tumoren bei Kindern. Für seine Forschung hat Boettcher u. a. den Ilse-Krause-Nachwuchs-Preis der Deutschen Gesellschaft für Kinderchirurgie (DGKCH) erhalten. Die Forschung von Boettcher wird u. a. durch Mittel der Deutschen Forschungsgemeinschaft (DFG) unterstützt.
Michael Boettcher leitet an der Medizinischen Fakultät Mannheim der Universität Heidelberg das Immunomodulation Lab.

## Mitgliedschaften
Boettcher ist Mitglied in folgenden Fachgesellschaften und Gremien:
- Deutsche Gesellschaft für Kinderchirurgie (DGKCH)
- Deutsche Gesellschaft für Chirurgie (DGCH)
- Vereinigung Norddeutscher Chirurgen (NDCH)
- European Pediatric Surgeons Association (EUPSA)
- International Pediatric Endosurgery Group (IPEG)